# Список беспозвоночных, занесённых в Красную книгу Чеченской Республики
В данном списке перечислены все беспозвоночные животные, включённые в состав Красной книги Чеченской Республики издания 2007 года.

## Класс Ракообразные — Crustacea

### Отряд Десятиногие раки — Astacidae
- Astacus leptodactylus — Узкопалый речной рак

## Класс Насекомые — Insecta

### Отряд Стрекозы — Odonata
- Libellula depressa — Стрекоза плоская
- Libellula fulva — Стрекоза рыжая
- Onychogomphus assimilis — Когтедедка похожий
- Anaciaeschna isosceles — Коромысло рыжеватое
- Gomphus flavipes — Дедка желтоногий
- Lestes viridis — Лютка тёмно-зелёная
- Lestes dryas — Лютка-дриада
- Coenagrion armatum — Стрелка вооружённая
- Coenagrion scitulum

### Отряд Богомоловые — Mantodea
- Empusa fasciata — Эмпуза полосатая
- Bolivaria brachyptera — Боливария короткокрылая

### Отряд Прямокрылые — Orthoptera
- Bradyporus multituberculatus — Толстун степной
- Saga pedo — Дыбка степная

### Отряд Жёсткокрылые — Coleoptera
- Calosoma sycophanta — Красотел пахучий
- Callisthenes reticulatus — Красотел сетчатый
- Carabus cumanus — Жужелица куманус
- Carabus hungaricus — Жужелица венгерская
- Carabus maurus — Жужелица маурус
- Carabus adamsi — Жужелица Адамса
- Carabus caucasicus — Жужелица кавказская
- Carabus macropus — Жужелица макропус
- Carabus plannipenis — Жужелица планнипенис
- Carabus abdurakhmanovi — Жужелица Абдурахманова
- Cychrus aeneus — Цихрус
- Lucanus cervus — Жук-олень
- Lucanus ibericus — Закавказский жук-олень
- Oryctes nasicornis — Жук-носорог
- Ocypus olens — Стафилин пахучий
- Rosalia alpina — Усач альпийский
- Cerambyx cerdo — Усач большой дубовый
- Rhesus serricollis — Усач-резус
- Omias verruca — Бородавчатый омиас
- Euidosomus acuminatus — Острокрылый слоник

### Отряд Перепончатокрылые — Hymonoptera

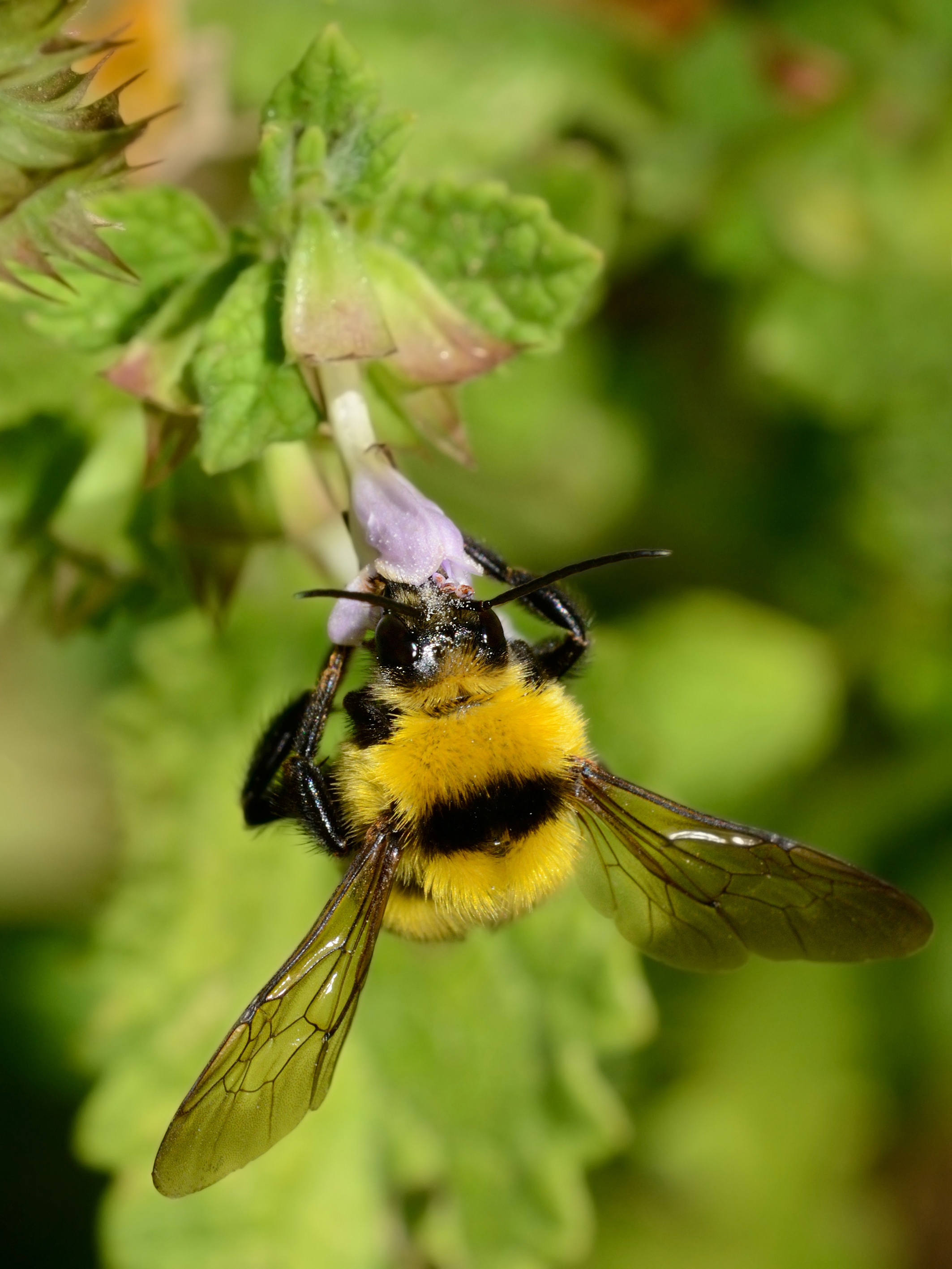

- Melittugra clavicornis — Мелиттурга булавоусая
- Rophitoides canus — Рофитоидес серый
- Megachile rotundata — Мегахила округлая
- Xylocopa valga — Пчела-плотник
- Xylocopa violacea — Фиолетовый шмель-плотник
- Scolia maculata — Сколия-гигант
- Scolia hirta — Сколия степная
- Bombus muscorum — Шмель моховой
- Bombus serrisquama — Шмель пластинчатозубый
- Bombus argillaceus — Шмель глинистый
- Bombus armeniacus — Шмель армянский
- Bombus laesus — Шмель лезус

### Отряд Двукрылые — Diptera
- Satanas gigas — Ктырь гигантский

### Отряд Сетчатокрылые — Neuroptera
- Ascalaphus macaronius — Аскалаф пёстрый

### Отряд Чешуекрылые — Lepidoptera
- Saturnia pyri — Павлиноглазка грушевая
- Phassus schamyl — Тонкопряд кавказский
- Eudia pavonia — Павлиний глаз малый ночной
- Acherontia atropos — Бражник мёртвая голова
- Sphinx ligustri — Бражник сиреневый
- Sphinx pinastri — Бражник сосновый
- Hyles euphorbiae — Бражник молочайный
- Celerio lineate — Бражник линейчатый
- Daphnis nerii — Бражник олеандровый
- Callimorpha quadripunctaria — Медведица Гера
- Utetheisa pulchella — Медведица красноточечная
- Callimorpha dominula — Медведица-госпожа
- Catocala sponsa — Лента орденская малиновая
- Catocala fraxini — Голубая орденская лента
- Papilio machaon — Махаон
- Iphiclides podalirius — Подалирий
- Parnassius apollo — Аполлон (бабочка)
- Parnassius mnemosyne — Аполлон чёрный
- Parnassius nordmanni — Аполлон Нордманна
- Zerynthia polyxena — Поликсена
- Colias caucasica — Желтушка кавказская
- Colias aurorina — Желтушка аврорина
- Polyommatus daphnis — Голубянка дафнис
- Erebia iranica — Чернушка иранская
- Vanessa atalanta — Адмирал (бабочка)
- Inachis io — Павлиний глаз